# Рыжехвостая мартышка
Рыжехвостая мартышка (лат. Cercopithecus solatus) — вид приматов из семейства мартышковых. Эндемик Габона. Вид был обнаружен лишь в 1984 году, поэтому к настоящему времени о нём известно не очень много.

## Описание
Близкие виды — Cercopithecus lhoesti и Cercopithecus preussi. Взрослые особи весят от 4 до 9 кг. Шерсть тёмно-серая, с белыми отметинами, хвост длинный.

## Поведение
Образуют небольшие группы, состоящие из половозрелого самца, нескольких самок и их потомства. В рационе в основном фрукты.

## Статус популяции
Международный союз охраны природы присвоил этому виду охранный статус «Уязвимый» (англ. Vulnerable).